# 维也纳国际电影节
维也纳国际电影节（Viennale）是奥地利维也纳每年十月举办的国际性非竞赛类电影节，自1960年开始举办。

## 单元设置
- 主单元
- 致敬与特别放映单元——每年一个专题影人进行放映其代表作
- 回顾展——由奥地利电影博物馆主办，以国家、题材等进行举办
- 摄影展——每年一个关于电影的主题

## 关于奖项
由于是国际制片人协会非竞赛类电影节，所以维也纳国际电影节未设置任何奖项，不过在电影节举办期间，奥地利海内外的一些组织会颁发奖项。
- 维也纳电影奖——1991年开始颁发，评选范围是每年在维也纳公映过的奥地利故事片和纪录片。
- 国际影评人费比西奖——由国际影评人联盟颁发
- 读者选择奖——由奥地利报纸《标准包》举办观众投票颁发

## 相关连接
- 官方网站 （页面存档备份，存于）
- IMDb专题 （页面存档备份，存于）